# Osladin
Osladin är en saponin, sapogeninsteroidglykosid, som är 500 gånger sötare än sukros. Ämnet är isolerat från rhizom av Polypodium vulgare (stensöta).
En besläktad förening, polypodosid A, har identifierats från Polypodium glycyrrhiza och är 600 gånger sötare än en 6-procentig sackaroslösning.